# Safran Aircraft Engines
Safran Aircraft Engines (bis 2015: Snecma) ist der führende französische Hersteller von Flugzeugtriebwerken und von Raketenmotoren für die Raumfahrt. Das Produktportfolio reicht von kleinen Kolbenmotoren über Strahltriebwerke bis zu Booster-Triebwerken für Ariane-Raketen. Das in Courcouronnes in Frankreich ansässige Unternehmen bedient dabei sowohl den zivilen als auch militärischen Markt. Im Geschäftsjahr 2016 erwirtschaftete es mit rund 15.700 Mitarbeitern einen Umsatz von etwa 8 Milliarden Euro. Safran Aircraft Engines ist ein Tochterunternehmen von Safran S.A.

## Geschichte
Safran Aircraft Engines wurde als Snecma gegründet. Snecmas Wurzeln können bis 1905 zurückverfolgt werden, als die Seguin-Brüder die Société des Moteurs Gnome à Gennevilliers (Motorengesellschaft Gnome bei Gennevilliers) gründeten. 1915 schlossen sich Gnome und die Motorengesellschaft Le Rhône zu Gnome et Rhône zusammen. 1945 wurde das Unternehmen verstaatlicht und der Name SNECMA, Société nationale d’études et de constructions de moteurs d’aviation (Nationale Gesellschaft zur Entwicklung und zum Bau von Flugmotoren) eingeführt. In den Jahren 1945 bis 1947 wurde das Einwellen-Strahltriebwerk SNECMA Atar entwickelt.
1974 gründeten General Electric und SNECMA CFM International. 1990 wurde die Rafale mit einem M88-Snecma-Motor ausgerüstet, 1999 wurde der 10.000ste CFM56-Turbofan ausgeliefert, der erstmals für die KC-135 eingesetzt wurde und heute noch in der A320, A340-200, Boeing 737 und der älteren DC-8 Einsatz findet. 2005 wurde der 15.000ste CFM56 ausgeliefert. 2006 wurde das Projekt „Silvercrest“ gestartet, das für die Motorisierung von Businessjets bestimmt ist. 2009 wurde das 20.000ste CFM56-Triebwerk ausgeliefert. Die Zusammenarbeit mit General Electric Aviation soll bis 2040 bestehen.

## Triebwerke
| Motor                   | Schub (lbs)    | Erstlauf | Stückzahl weltweit | Verwendung                                       |
| ----------------------- | -------------- | -------- | ------------------ | ------------------------------------------------ |
| CFM56                   | 18.500–34.000  | 1988     | >24.000            | A320, A340-200, Boeing 737, DC-8, KC-135         |
| LEAP                    | 20.000–33.000  | 2013     | (60) in Test       | A320neo, Boeing 737MAX, Comac C919               |
| PowerJet SaM146         | 13.500–17.800  | (2009)   | –                  | Suchoi Superjet 100                              |
| Safran Silvercrest      | 9.500–12.000   | 2012     | –                  | Falcon 5X, Cessna Citation Hemisphere            |
| GE90                    | 76.500–115.000 | –        | –                  | Boeing 777                                       |
| General Electric CF6-80 | 50.000–72.000  | –        | 4200               | Airbus A300, Airbus A310, Boeing 767, Boeing 747 |
| GP7200                  | 70.000–85.000  | –        | –                  | Airbus A380                                      |

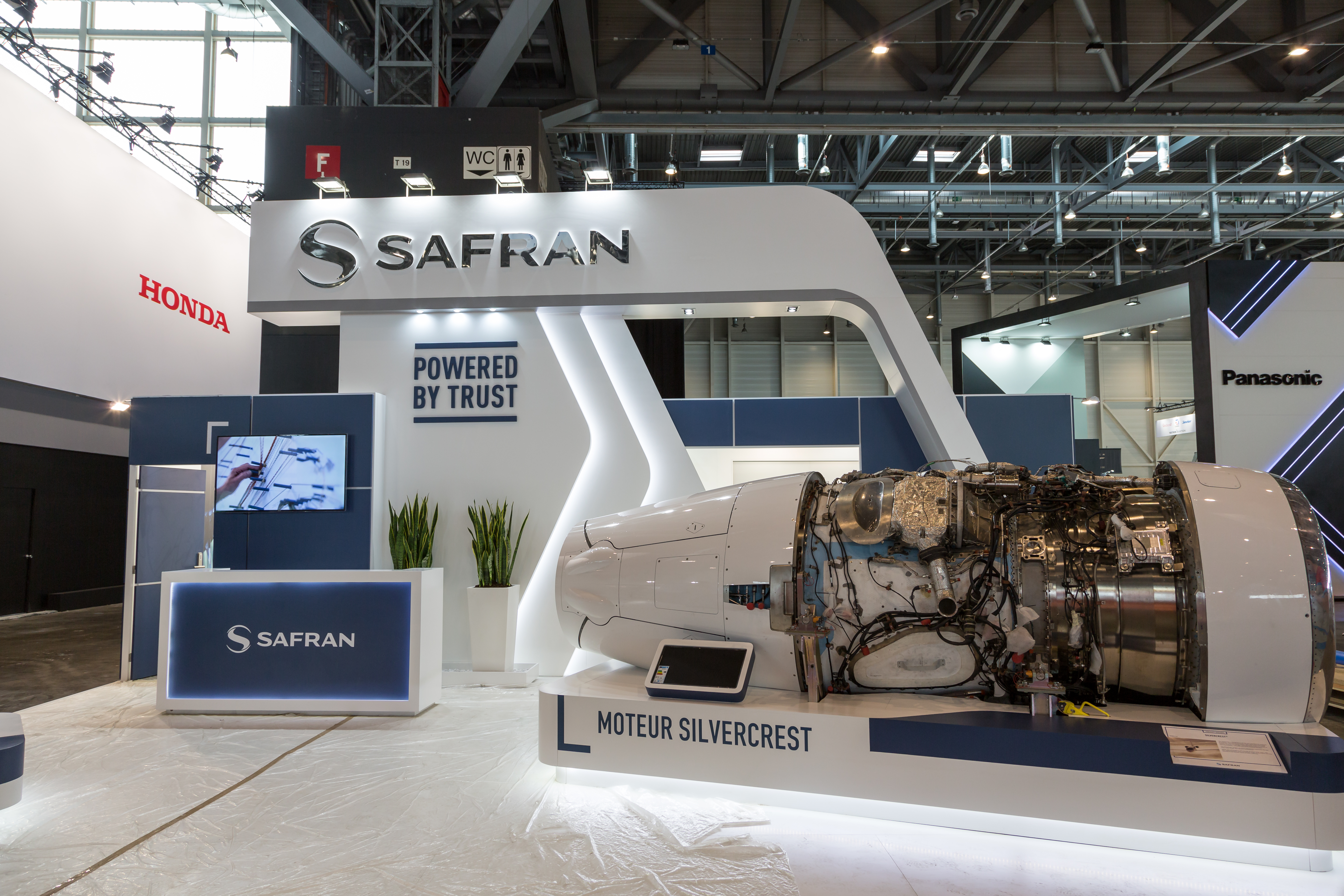
Messestand von Safran Aircraft Engines auf der EBACE 2018

Über diverse Partnerschaften mit anderen Herstellern, zum Beispiel General Electric, ist Safran Aircraft Engines an vielen weit verbreiteten Triebwerken beteiligt. An CFM International, dem Hersteller des weit verbreiteten CFM56-Triebwerks, ist Snecma zu 50 Prozent beteiligt. Das Triebwerk Olympus 593, das in Zusammenarbeit von Snecma und Rolls-Royce gebaut wurde, fand seinen Einsatz in der Concorde.